# ترابیا
ترابیا (به ایتالیایی: Trabia) یک کومونه در ایتالیا است که در استان پالرمو واقع شده‌است.

## خصوصیات
ترابیا ۲۰٫۵ کیلومترمربع مساحت و ۹٬۱۷۶ نفر جمعیت دارد و ۵۰ متر بالاتر از سطح دریا واقع شده‌است.